# Tusenøyane
Tusenøyane is een eilandengroep ten zuiden van Edgeøya en maakt deel uit van de Spitsbergen archipel. De eilandengroep bestaat uit meer dan 40 eilanden en beslaat een zeeoppervlakte van zo'n 900 km². Het landoppervlakte is slechts 10 km².